# Сіґурд Гуль
Сіґурд Гуль (норв. Sigurd Hoel; 14 грудня 1890, Нур-Одал — 19 жовтня 1960, Осло) — норвезький письменник, майстер соціально-психологічного роману. Видається з 1918 року.

## Біографія
Сіґурд Гуль народився 14 грудня 1890 року в родині бідного сільського учителя в Північному Удалі. У ранній юності він приїхав навчатися в Осло. Його однаково захоплювали і література, і історія, і математика, і природознавство. Товариші по університету були упевнені, що з часом Сіґурд Гуль стане видатним ученим в області природничих наук. Проте доля змусила його кинути університет і зайнятися педагогічною діяльністю. Окрім роботи в школі, Сіґурд Гуль займався і журналістикою. Ставши письменником, Сіґурд Гуль не обмежив свою діяльність рамками літературної творчості. Завдяки своїм різнобічним знанням і інтересам, він аж до самої смерті був надзвичайно активним у культурному і громадському житті Норвегії. Він гаряче відгукувався на усі події, що відбувалися у світі. З початку тридцятих років він був беззмінним консультантом у різних літературних видавництвах і журналах.
З початку війни брав участь у партизанському русі Норвегії — Русі Опору. У 1943—1945 роках жив у Швеції.

## Творчість
На початку свого творчого шляху, в двадцяті роки, Сіґурд Гуль стояв на лівих позиціях. У той час в Норвегії спостерігався великий підйом робітничого руху, і уся інтелігенція була налагоджена дуже радикально.  Гуль був у ті роки одним з редакторів журналу "Назустріч дню", який з'явився в Норвегії у зв'язку з виникненням барбюсовского відділення "Кларте". У редакцію журналу входили представники і лівого крила норвезької робочої партії, що створили пізніше Комуністичну партію Норвегії. Проте до кінця тридцятих років радикальні настрої серед інтелігенції змінилися почуттям страху і безнадійності перед катастрофою, що насувається.

## Твори
- «Грішники на літньому сонці» (1927) — роман.
- «Жовтневий день» (1931) — роман.
- «Сезам, Сезам» (1938) — роман.
- «Зустріч біля прикордонного стовпа» (1947) — роман.
- «У підніжжя Вавилонської вежі» (1956) — роман.
- «Зачароване коло» (1958) — історичний роман.